# Sułów-Kolonia
Sułów-Kolonia – wieś w Polsce położona w województwie lubelskim, w powiecie zamojskim, w gminie Sułów.
| SIMC    | Nazwa | Rodzaj    |
| ------- | ----- | --------- |
| 0899911 | Gaj   | część wsi |

W latach 1975–1998 miejscowość administracyjnie należała do województwa zamojskiego.
Wieś jest sołectwem w gminie Sułów. Według Narodowego Spisu Powszechnego z roku 2011 wieś liczyła 68 mieszkańców.
Wierni Kościoła rzymskokatolickiego należą do parafii św. Apostołów Piotra i Pawła w Tworyczowie.